# محمد عبد الملك المتوكل
 محمد عبد الملك المتوكل  (1942 - 2 نوفمبر 2014) كان أكاديميا وسياسيا يمنيا أُغتيل في 2 نوفمبر 2014 بالعاصمة اليمنية صنعاء.

## النشأة والتعليم
ولد محمد عام 1942 في حجة وكان والده عبد الملك المتوكل عاملا عليها. تلقى علومه الأولية في حجة ثم توجه إلى القاهرة المصرية لدراسة الثانوية وتخرج عام 1961. غادر اليمن عقب ثورة 26 سبتمبر 1962 بعد إعدام أخيه وكان يخشى على حياته للإعدامات العشوائية بدون محاكمات التي طالت المقربين من بيت حميد الدين، ملوك المملكة المتوكلية اليمنية. ولكنه عاد بعد تطمينات تلقاها من الرئيس عبد الله السلال. حصل على ليسانس صحافة من جامعة القاهرة عام 1966. وفقا للعديد من الوسائل الإعلامية اليمنية، فإن المتوكل نال درجة الماجستير في «الإعلام الإداري» من جامعة أميركية لم يسموها عام 1980. ثم شهادة الدكتوراة في الإعلام من جامعة القاهرة بمصر عام 1983.

## السياسة
عمل بسفارة الجمهورية العربية اليمنية بالقاهرة، ثم مديراً عاماً للصحافة بوزارة الإعلام عام 1968 ومديراً عاماً للعلاقات العامة بوزارة الإعلام عام 1969 ورئيسا للمسرح اليمني للتمثيل وجمعية الفنون ولتحرير صحيفة الثورة الحكومية عام 1972. أعلى منصب عُين فيه كان تعيينه وزيراً للتموين والتجارة خلال رئاسة إبراهيم الحمدي عام 1976 لفترة قصيرة. ثم التحق بكادر جامعة صنعاء عام 1984. في عام 1990، ساهم بتأسيس حزب اتحاد القوى الشعبية الذي يُعتبر امتداداً لـ«اتحاد القوى الشعبية اليمنية» الذي تأسس عام 1960 في القاهرة. واتحاد القوى الشعبية هو حزب صغير نسبياً غالبه مثقفون زيدية ذوي نزعة ليبرالية. ليبرالية إسلامية أو إصلاح إسلامي قد يكون الوصف الأقرب لهم كونهم يقدمون أطروحاتهم وأهدافهم بتعابير إسلامية.

## اغتياله
في 1 نوفمبر 2011، تعرض المتوكل لحادث مروري إثر دهسه بدراجة نارية وهو يسير مترجلا في شارع كلية الشرطة بصنعاء ونُقل فورا إلى مستشفى جامعة العلوم والتكنولوجيا التابع لحزب التجمع اليمني للإصلاح ويُنظر إلى الحادث بشكل واسع أنه كان محاولة لاغتياله. برغم نفي «مصدر مسؤول» في وزارة الداخلية اليمنية أن يكون للحادث بعد سياسي وإعلانه التحقيق مع سائق الدراجة. وتبادلت الاطراف السياسية الاتهامات ولم تكشف الأجهزة الأمنية تفاصيل أخرى للرأي العام. قام علي عبد الله صالح بتكفل نفقات علاجه خارج اليمن، برغم أن المتوكل حينها كان رئيس تكتل أحزاب اللقاء المشترك وكان مؤيداً لثورة الشباب اليمنية ولكنه كان يرفض ماسماه بـ«عسكرة الثورة» وقصد علي محسن الأحمر. ورفض وصف ماتعرض له بالـ«حادث» وقال أنها عملية اغتيال على خلفية موقفه من طريقة هيكلة الجيش اليمني وقال أن هيكلة الجيش قبل مؤتمر الحوار الوطني كارثة لا تخدم المصلحة الوطنية العليا وتهدف لتقوية طرف على آخر. وتزايدت حدة انتقاداته لحزب التجمع اليمني للإصلاح بعد عودته من العلاج، وقال أنه حزب يريد شركاء بلا شراكة وحكم وطن بكل أبنائه وبمختلف اعتقاداتهم وانتمائاتهم وهو في نفس الوقت يقف من الآخر المختلف إما شريكاً في حربه وظلمه وإقصائه أو غير معني بظلمه واضطهاده وشعاره أين ما وقعت نفعت، حزب علاقته بالآخرين محكومة بمخلفات متخلفة أيديولوجية ومذهبية وعنصرية ومناطقية.
أُغتيل برصاص مسلح على دراجة نارية في 2 نوفمبر 2014، طالب أفراد من عائلته بعدم توظيف قتل والدهم سياسياً واضافت ابنته «الناشطة» أن هناك أطراف لم تسمها لم يعجبها أنهم لم يتهموا طرفاً سياسياً. لم تعلن أي جهة مسؤوليتها عن الحادث ودُفنت جثة المتوكل باحد مقابر صنعاء.